# Sofia Essaïdi
Sofia Essaïdi (in arabo صوفيا السعيدي‎?, Ṣūfiyā as-Saʿīdī; Casablanca, 6 agosto 1984) è una cantante e attrice marocchina naturalizzata francese.

## Biografia
È nata a Casablanca da padre marocchino e madre francese.
Nel 2003 ha partecipato alla terza edizione del programma musicale televisivo francese Star Academy, giungendo in semifinale. Ha pubblicato il suo primo album nell'agosto 2005.
Nel 2010 ha vinto un NRJ Music Award come artista femminile francofona dell'anno.

## Vita privata
È legata sentimentalmente ad Adrien Galo da quindici anni e dà alla luce il loro primo figlio nel febbraio 2024.

## Discografia parziale

### Album in studio
- 2005 - Mon cabaret

### Singoli
- 2004 - Roxanne
- 2005 - Mon cabaret
- 2005 - Après l'amour
- 2008 - Femme d'aujourd'hui
- 2009 - L'accord

### Partecipazioni
- 2008 - AA.VV. Cléopâtre, la dernière reine d'Égypte

## Filmografia

### Cinema
- Iznogoud, regia di Patrick Braoudé (2005)
- Cléopâtre: La Dernière Reine D'Egypte, regia di Kamel Ouali - direct-to-video (2009)
- La clinica dell'amore (La Clinique de l'amour!), regia di Artus de Penguern e Gábor Rassov (2012)
- Mea culpa, regia di Fred Cavayé (2014)
- Nostalgia, regia di Mario Martone (2022)
- Overdose, regia di Olivier Marchal (2022)

### Televisione
- Un petit mensonge, regia di Denis Malleval - film TV (2009)
- Aïcha - serie TV, 4 episodi (2009-2012)
- Merci pour tout, Charles, regia di Ernesto Oña - film TV (2015)
- Delitto a... (Meurtres à...) - serie TV, episodio 4x05 (2017)
- Insoupçonnable - serie TV, 9 episodi (2018)
- Kepler(s) - serie TV, 6 episodi (2018-2019)
- La Promesse, regia di Laure de Butler - miniserie TV, 6 episodi (2020)
- Les héritiers, regia di Jean-Marc Brondolo - film TV (2021)
- Qu'est-ce qu'elle a ma famille?, regia di Hélène Angel (2022)
- Les Combattantes - miniserie TV (2022)

## Riconoscimenti
- NRJ Music Award
  - 2010 – Artista femminile francofona dell’anno